# Laeops tungkongensis
Laeops tungkongensis är en fiskart som beskrevs av Chen och Weng, 1965. Laeops tungkongensis ingår i släktet Laeops och familjen tungevarsfiskar. Inga underarter finns listade i Catalogue of Life.